# Светско првенство у одбојци 1949.
1. Светско првенство у одбојци за мушкарце одржано је од 10. до 18. септембра у главном граду Чехословачке, Прагу, у организацији ФИВБ. На првенству је учествовало 10 репрезентација, а победник је била репрезентација СССР-а, која је непоражена завршила првенство.

## Систем такмичења
Десет националних екипа у првом кругу биле су подељене у три групе (А, Б и Ц). У групи А су играле четири, а у групама Б и Ц три екипе. Прве две екипе из сваке групе пласирале су се у финале, за пласман од првог до шестог места. Победник ове групе постао је светски првак. Преостале 4 екипе су формирале још једну групу у којој су се бориле за пласман од 7. до 10. места.

## Земље учеснице
За учешће на Светском првенству 1952. није било квалификација. Учешће у овом такмичењу су имале све пријављене репрезентације. За првенство се пријавило 10 екипа. Све репрезентације су биле из Европе.
| Група А                                               | Група Б                          | Група Ц                         |
| ----------------------------------------------------- | -------------------------------- | ------------------------------- |
| Белгија · Чехословачка · Мађарска · Совјетски Савез · | Бугарска · Француска · Италија · | Холандија · Пољска · Румунија · |

## Први круг
Прве две екипе из сваке групе пласирале су се у финале, за пласман од првог до шестог места. Преостале екипе играле су за пласман од седмог до једанаестог места.

### Група А

#### Резултати
| Датум         | Репрезентације             | Резултат | Сет  | Сет   | Сет   | Сет   | Сет   | Укупно поена |
| Датум         | Репрезентације             | Резултат | 1    | 2     | 3     | 4     | 5     | Укупно поена |
| ------------- | -------------------------- | -------- | ---- | ----- | ----- | ----- | ----- | ------------ |
| 11. септембар | Совјетски Савез — Белгија  | 3 : 0    | 15:1 | 15:6  | 15:3  |       |       | 45 : 10      |
| 11. септембар | Румунија — Мађарска        | 3 : 2    | 15:6 | 7:15  | 9:15  | 15:11 | 15:10 | 61 : 57      |
| 12. септембар | Мађарска — Белгија         | 3 : 0    | 15:8 | 15:13 | 15:2  |       |       | 45 : 23      |
| 12. септембар | Совјетски Савез — Румунија | 3 : 0    | 15:4 | 15:6  | 16:14 |       |       | 46 : 24      |
| 13. септембар | Румунија — Белгија         | 3 : 0    | 15:4 | 15:2  | 15:9  |       |       | 45 : 15      |
| 13. септембар | Совјетски Савез — Мађарска | 3 : 0    | 15:9 | 15:3  | 15:9  |       |       | 45 : 21      |

#### Табела групе А
| Поз. | Екипа           | О | П | И | ПС/ИС | Б |
| ---- | --------------- | - | - | - | ----- | - |
| 1    | Совјетски Савез | 3 | 3 | 0 | 9:0   | 6 |
| 2    | Румунија        | 3 | 2 | 1 | 6:3   | 5 |
| 3    | Мађарска        | 3 | 1 | 2 | 3:6   | 4 |
| 4    | Белгија         | 3 | 0 | 3 | 0:9   | 3 |

О-играо;П-победио;И-изгубио;ПС-ИС-сет количник;Б-бодова

### Група Б

#### Резултати
| Датум         | Репрезентације       | Резултат | Сет   | Сет   | Сет   | Сет   | Сет | Укупно поена |
| Датум         | Репрезентације       | Резултат | 1     | 2     | 3     | 4     | 5   | Укупно поена |
| ------------- | -------------------- | -------- | ----- | ----- | ----- | ----- | --- | ------------ |
| 10. септембар | Бугарска — Италија   | 3 : 1    | 15:7  | 13:15 | 15:4  | 15:4  |     | 58 : 30      |
| 11. септембар | Бугарска — Француска | 3 : 0    | 15:8  | 15:9  | 15:10 |       |     | 45 : 27      |
| 13. септембар | Француска — Италија  | 3 : 1    | 14:16 | 15:10 | 15:5  | 15:12 |     | 59 : 43      |

#### Табела групе Б
| Поз. | Екипа     | О | П | И | ПС-ИС | Б |
| ---- | --------- | - | - | - | ----- | - |
| 1    | Бугарска  | 2 | 2 | 0 | 6:1   | 4 |
| 2    | Француска | 2 | 1 | 1 | 3:4   | 3 |
| 3    | Италија   | 2 | 0 | 2 | 2:6   | 2 |

### Група Ц

#### Резултати
| Датум         | Репрезентације           | Резултат | Сет  | Сет   | Сет  | Сет | Сет | Укупно поена |
| Датум         | Репрезентације           | Резултат | 1    | 2     | 3    | 4   | 5   | Укупно поена |
| ------------- | ------------------------ | -------- | ---- | ----- | ---- | --- | --- | ------------ |
| 10. септембар | Пољска — Холандија       | 3 : 0    | 15:2 | 15:7  | 15:3 |     |     | 45 : 12      |
| 11. септембар | Чехословачка — Пољска    | 3 : 0    | 15:5 | 15:10 | 15:5 |     |     | 45 : 20      |
| 12. септембар | Чехословачка — Холандија | 3 : 0    | 15:0 | 15:0  | 15:1 |     |     | 45 : 1       |

#### Табела групе Ц
| Поз. | Екипа        | О | П | И | ПС/ИС | Б |
| ---- | ------------ | - | - | - | ----- | - |
| 1    | Чехословачка | 2 | 2 | 0 | 6:0   | 4 |
| 2    | Пољска       | 2 | 1 | 1 | 3:3   | 3 |
| 3    | Холандија    | 2 | 0 | 2 | 0:6   | 2 |

## Пласман од 7. до 10. места

#### Резултати
| Датум         | Репрезентације       | Резултат | Сет   | Сет   | Сет   | Сет  | Сет | Укупно поена |
| Датум         | Репрезентације       | Резултат | 1     | 2     | 3     | 4    | 5   | Укупно поена |
| ------------- | -------------------- | -------- | ----- | ----- | ----- | ---- | --- | ------------ |
| 15. септембар | Италија — Белгија    | 3 : 0    | 15:4  | 15:5  | 15:6  |      |     | 45 : 15      |
| 15. септембар | Мађарска — Холандија | 3 : 1    | 15:3  | 15:3  | 14:16 | 15:6 |     | 59 : 28      |
| 16. септембар | Италија — Холандија  | 3 : 0    | 15:2  | 15:11 | 15:6  |      |     | 45 : 19      |
| 16. септембар | Мађарска — Белгија   | 3 : 0    | 15:4  | 15:10 | 15:13 |      |     | 45 : 27      |
| 17. септембар | Белгија — Холандија  | 3 : 0    | 15:4  | 15:6  | 15:13 |      |     | 45 : 23      |
| 17. септембар | Мађарска — Италија   | 3 : 0    | 15:12 | 15:12 | 15:10 |      |     | 45 : 34      |

### Табела
| Поз. | Екипа     | О | П | И | ПС/ИС | Б |
| ---- | --------- | - | - | - | ----- | - |
| 7    | Мађарска  | 3 | 3 | 0 | 9:0   | 6 |
| 8    | Италија   | 3 | 2 | 1 | 6:3   | 5 |
| 9    | Белгија   | 3 | 1 | 2 | 3:6   | 4 |
| 10   | Холандија | 3 | 0 | 3 | 0:9   | 3 |

## Финална група
Финалну групу сачињавале су по две прволасиране репрезентације из сваке групе. Играо је свако са сваким. Репрезентације из исте групе нису преносиле бодове из међусобног сусрета у групи, наго су играли нову утакмици.

#### Резултати
| Датум         | Репрезентације                 | Резултат | Сет   | Сет   | Сет   | Сет   | Сет  | Укупно поена |
| Датум         | Репрезентације                 | Резултат | 1     | 2     | 3     | 4     | 5    | Укупно поена |
| ------------- | ------------------------------ | -------- | ----- | ----- | ----- | ----- | ---- | ------------ |
| 14. септембар | Чехословачка — Пољска          | 3 : 0    | 15:7  | 15:3  | 15:2  |       |      | 45 : 12      |
| 14. септембар | Совјетски Савез — Румунија     | 3 : 1    | 14:16 | 15:6  | 15:6  | 15:11 |      | 59 : 39      |
| 14. септембар | Бугарска — Француска           | 3 : 0    | 15:10 | 16:14 | 15:11 |       |      | 46 : 35      |
| 15. септембар | Чехословачка — Бугарска        | 3 : 0    | 15:8  | 15:1  | 15:8  |       |      | 45 : 17      |
| 15. септембар | Совјетски Савез — Пољска       | 3 : 0    | 15:9  | 15:5  | 15:6  |       |      | 45 : 20      |
| 15. септембар | Румунија — Француска           | 3 : 1    | 15:8  | 11:15 | 15:11 | 15:11 |      | 56 : 45      |
| 16. септембар | Чехословачка — Француска       | 3 : 0    | 15:2  | 15:6  | 15:11 |       |      | 45 : 19      |
| 16. септембар | Румунија — Пољска              | 3 : 1    | 9:15  | 15:6  | 15:10 | 15:9  |      | 54 : 40      |
| 16. септембар | Совјетски Савез — Бугарска     | 3 : 0    | 15:8  | 15:4  | 15:1  |       |      | 45 : 13      |
| 17. септембар | Чехословачка — Румунија        | 3 : 0    | 15:6  | 15:7  | 15:8  |       |      | 45 : 21      |
| 17. септембар | Бугарска — Пољска              | 3 : 2    | 13:15 | 15:12 | 15:10 | 10:15 | 15:7 | 68 : 59      |
| 17. септембар | Совјетски Савез — Француска    | 3 : 0    | 15:4  | 15:1  | 15:0  |       |      | 45 : 5       |
| 18. септембар | Пољска — Француска             | 3 : 0    | 17:15 | 15:10 | 15:6  |       |      | 47 : 31      |
| 18. септембар | Бугарска — Румунија            | 3 : 1    | 15:8  | 15:5  | 5:15  | 15:12 |      | 50 : 40      |
| 18. септембар | Совјетски Савез — Чехословачка | 3 : 1    | 15:7  | 15:9  | 17:19 | 15:13 |      | 62 : 48      |

### Табела
| Поз. | Екипа           | О | П | И | ПС-ИС | Б  |
| ---- | --------------- | - | - | - | ----- | -- |
| 1    | Совјетски Савез | 5 | 5 | 0 | 15:2  | 10 |
| 2    | Чехословачка    | 5 | 4 | 1 | 13:3  | 9  |
| 3    | Бугарска        | 5 | 3 | 2 | 9:9   | 8  |
| 4    | Румунија        | 5 | 2 | 3 | 8:11  | 7  |
| 5    | Пољска          | 5 | 1 | 4 | 6:12  | 6  |
| 6    | Француска       | 5 | 0 | 5 | 1:15  | 5  |

## Коначан пласман
| Поз.   | Репрезентација  |
| ------ | --------------- |
| Злато  | Совјетски Савез |
| Сребро | Чехословачка    |
| Бронза | Бугарска        |
| 4      | Румунија        |
| 5      | Пољска          |
| 6      | Француска       |
| 7      | Мађарска        |
| 8      | Италија         |
| 9      | Белгија         |
| 10     | Холандија       |

| 2° место Чехословачка | Победник 1. Светског првенства у одбојци 1949. Совјетски Савез 1° титула | 3° место Бугарска |

## Састави екипа победница
| Злато  | Совјетски Савез | Anatoli Ejngorn, Валентин Китајев, Nikolai Micheyev, Сергеј Нефедов, Michail Pimenov, Константин Рева, Владимир Савин, Владимир Шагин, Владимир Уљанов, Vladimir Vasilitschikov, Павел Вороњин, Алексеј Јакушев Селектор: Григориј Берланд |
| Сребро | Чехословачка    | Милослав Боухал, Јосеф Броч, Карел Броч, Јарослав Фучак, Вацлав Матичек, Франћишек Микота, Јаромир Палдус, Зденек Соукуп, Франћишек Шварцкопф, Јосеф Тесач, Јосеф Вотава, Јосеф Раихе Тренер: Ј. Фидлер                                    |
| Бронза | Бугарска        | Константин Шопов, Boris Gyuderov, Митко Димитров, Драгомир Стојанов, Тодор Симов, Gueorgui Komatov, Панајот Пандалов, Gyoko Petrov, Boyan Moshelov, Коста Бађаков, Stoycho Kurdjiev, Борис Владимиров Тренер: Валентин Анков               |